# Stazione di Venetico
La stazione di Venetico è stata una stazione intermedia situata sul vecchio tracciato a binario unico della linea ferroviaria Palermo-Messina e al servizio dell'omonimo comune.

## Storia
Venne costruita come stazione passante in superficie sul vecchio tracciato della linea ferroviaria Palermo-Messina che fu realizzato in ritardo rispetto al programma di costruzioni ferroviarie in Sicilia che, iniziato dalla Società Vittorio Emanuele, dovette essere completato prima dalla Società Italiana per le strade ferrate meridionali dal 1872 e finito, dal 1885 in poi, dalla Società per le Strade Ferrate della Sicilia.
La stazione entrò in servizio il 20 giugno 1889, unitamente al tronco Messina-S.Lucia-S.Filippo Archi della linea Messina-Palermo.
La stazione inizialmente era provvista di un piano caricatore, di magazzino merci e di ponte a bilico.
Verso la fine degli anni ottanta iniziò il lento declino dell'infrastruttura ferroviaria, in maniera analoga a diverse altre stazioni della linea, con la dismissione dello scalo merci e dei principali servizi.
Il 9 agosto 2009, la stazione è stata definitivamente chiusa la traffico viaggiatori in conseguenza della dismissione del tratto storico, a semplice binario, tra le stazioni di Rometta e Pace del Mela.
Il nuovo tracciato, a doppio binario, non ha avuto nessuna nuova fermata per Venetico.

## Strutture e impianti
La stazione di Venetico era situata al km 202+230 del vecchio tracciato a semplice binario della linea Palermo-Messina.
Il fabbricato viaggiatori era su due livelli, di cui il secondo piano era l'alloggio del capostazione, e non presentava elementi architettonici di rilievo. La stazione possedeva un'obliteratrice ed una bacheca con gli orari dei treni.
La stazione è stata presenziata fino al giorno della chiusura, a differenza di molte altre stazioni, anch'esse sulla stessa linea ferroviaria, gestite in telecomando dal DCO nell'impianto di Palermo Centrale. Il fascio binari comprendeva quattro binari, di cui tre utilizzati per servizio viaggiatori ed uno per scalo merci.

## Movimento
La stazione fino al 9 agosto 2009, contava un traffico giornaliero di circa 62 unità, ed era utilizzata esclusivamente a servizio regionale, con treni a corta percorrenza.

## Servizi
Per quello che riguarda la categorizzazione delle stazioni, RFI la considerava di categoria bronze. Negli ultimi anni era fornita di parcheggio.